# Allium pentadactyli
Allium pentadactyli là một loài thực vật có hoa trong họ Amaryllidaceae. Loài này được Brullo, Pavone & G.Samp. mô tả khoa học đầu tiên năm 1989.